# 少年十字軍

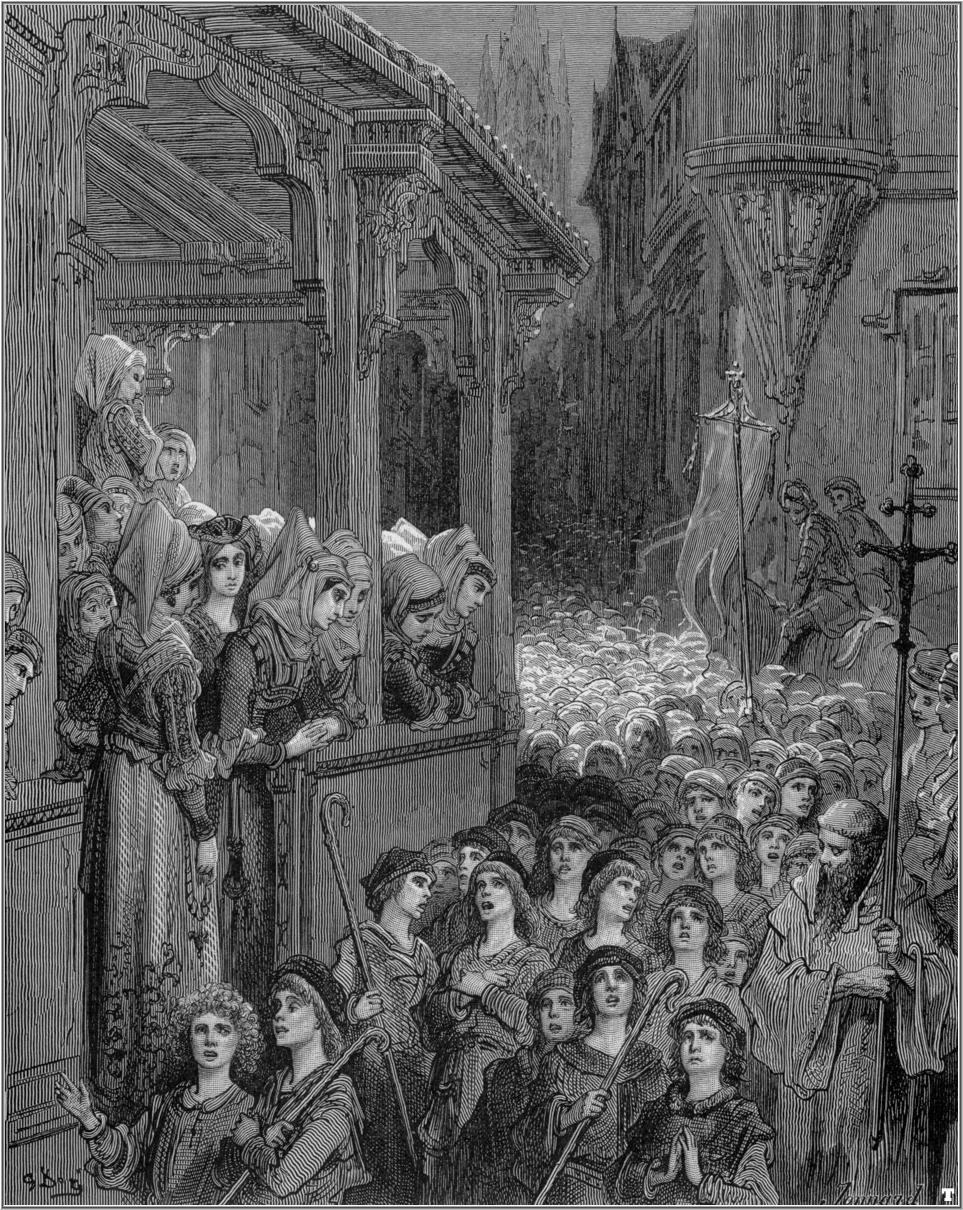
少年十字軍（ギュスターヴ・ドレ画）

少年十字軍（しょうねんじゅうじぐん、フランス語: Croisade des enfants）は、第4回十字軍の後、フランスやドイツにおいて神の啓示を受けたとする少年エティエンヌの呼びかけにより少年・少女が中心となって結成された十字軍。
1212年のフランスの少年十字軍では、少年少女が十字軍として聖地奪還に向かう途中、船を斡旋した商人の陰謀によりアレクサンドリアで奴隷として売り飛ばされた。

## 概略
第4回十字軍（1202年 - 1204年）は、聖地エルサレムではなくキリスト教（正教）国家東ローマ帝国の首都コンスタンティノポリス（現在のイスタンブール）を攻め落としラテン帝国を築くなど、諸侯・騎士の領土拡大とその支援者であるヴェネツィア商人の商圏拡大を目的とした、極めて私利的な遠征となってしまい大失敗に終わった。そのため当時のローマ教皇インノケンティウス3世は、新たな十字軍を編成するためにヨーロッパ各地に説教師を派遣し兵員を募るよう命じた。十字軍の主体は栄誉と金品・土地を求める諸侯や騎士が中心であったが、説教師に煽られた熱心な信仰者など民間人も参加することが多かった。
少年十字軍もそのような熱心な民間人の遠征隊の一つで、北フランスの少年エティエンヌが「神の手紙」を神から手渡され聖地回復をするようお告げがあったと説いて回り、それに感化された少年少女らが集まり結成された。最終的には数千人から2万前後の少年少女が集まったといわれている。マルセイユへと出発した彼らだったが、聖地へ向かうための船がなかったのは勿論のこと、満足な遠征費すら持ち合わせていなかった為、大抵極めて酷い食糧事情だった。無償で船を提供すると接近してきた商人の支援により聖地へ向かったものの、7隻の船のうち、2隻の船がサルディニア島付近で難破、無事だった船もアレクサンドリアで奴隷商人の手に渡ってしまうという悲劇的な結末となった。
ドイツでも、狂信的な青年ニコラスに煽られた少年達が同様の悲劇に巻き込まれている。エティエンヌの少年十字軍が平均年齢12歳程度だったのに対し、こちらは15歳程度だったとされる。ニコラスはイタリアを目指し、アルプス山脈を越えてローマにたどり着いたが、教皇の説得によって故郷へと引き返した。結局、彼を含め故郷に戻れた仲間はほんのわずかであったという。

## 名称
少年十字軍の名で知られているが、現在の主流の解釈では、大人の庶民も多く含んだ民衆十字軍だと考えられている。少年が神の啓示を受けて呼びかけたことと、後世の記録者が感動的な話にするために、主に少年・少女で構成された十字軍という話にしたとされる。
また、当時の用語で貧しい庶民を軽蔑的に「少年」と呼んだ（人種差別の激しかった頃のアメリカで、黒人のことを「ボーイ」と呼んだのと同様）ため、後の記録者が誤解したと考える研究者もいる。